# ミッシェル (曲)
「ミッシェル」（Michelle）は、ビートルズの楽曲である。1965年12月3日に発売された6作目のイギリス盤公式オリジナル・アルバム『ラバー・ソウル』に収録された。レノン＝マッカートニーの作品で、主にポール・マッカートニーによって書かれ、ジョン・レノンによってミドルエイトが書かれた楽曲。歌詞の一部でフランス語が使用されたラブソングとなっている。
アルバム『ラバー・ソウル』に収録された後、ヨーロッパの一部の国やニュージーランドでシングル・カットされ、1966年初頭にフランスでEP盤が発売された。ベルギー、フランス、オランダ、ニュージーランド、ノルウェーのシングルチャートでは第1位を獲得した。「ミッシェル」は、1967年の第9回グラミー賞で最優秀楽曲賞を受賞したほか、デヴィッド&ジョナサンやオーヴァーランダーズによってカバーされた。

## 背景・曲の構成
本作について、マッカートニーは「チェット・アトキンスのフィンガー・ピッキング・スタイルで書いた曲。トップラインを繰り返す『Trambone』という曲があって、彼はメロディを弾きながらベースラインを弾いていた。僕らにとっては革新的だった。僕らがフィンガーピッキング・スタイルを使うことを知ったのは、チェット・アトキンスだった」と語っている。
本作の歌詞と楽曲のスタイルは、マッカートニーの学生時代の出来事に由来している。マッカートニーが顎髭をたくわえたり、ボーダーのTシャツを着用した芸術専攻の学生達が集まるパーティに出席していた際に、学生達がフランス語の歌を歌っていて、マッカートニーもその中で、フランス語を彷彿させる楽曲を作って演奏した。それが本作であるが、レノンが『ラバー・ソウル』に収録するにあたって、リメイクを提案するまでそのままとなっていた。
フランス語の名前と韻を踏んだフレーズは、マッカートニーからの依頼を受けたアイヴァン・ヴォーンの妻であるジャン＝ヴォーンによって書かれた。これについて、マッカートニーは「この曲はフランス語に聞こえるといつも思っていたから、そこに重点を置いた。ただフランス語がうまく話せないから、フランス語を話せる人の助けが必要だった」と語っている。
ヴォーンが冒頭の「Michelle, ma belle（ミッシェル、ぼくの美しい人）」というフレーズを書き、数日後マッカートニーは「these are words that go together well（とてもよく似合う言葉だ）」というフレーズの翻訳を求め、「sont les mots qui vont très bien ensemble」というフレーズが加えられた。その後、ニーナ・シモンの「アイ・プット・ア・スペル・オン・ユー」を聴いたレノンがブリッジで「I love you」を強調するように提案した。
モノラル・ミックスとステレオ・ミックスで曲の長さが異なっており、モノラル・ミックスが2分33秒であるのに対し、ステレオ・ミックスは2分40秒となっていて、アメリカで発売されたモノラル・ミックスは2分43秒となっている。また、本作は最後のギターソロの途中でフェードアウトして終わるが、2009年に発売された音楽ゲーム『The Beatles: Rock Band』（日本未発売）には、フェードアウトせずに最後まで演奏されるアレンジで収録されている。そのため、曲の長さも2分50秒まで延びている。

## リリース
「ミッシェル」は、イギリスで1965年12月3日にパーロフォンより発売されたオリジナル・アルバム『ラバー・ソウル』のA面を締めくくる楽曲として収録され、3日後にアメリカで発売されたキャピトル編集盤『Rubber Soul』にもA面を締めくくる楽曲として収録された。その後、『オールディーズ』、『ザ・ビートルズ1962年〜1966年』、『ラヴ・ソングス』、『ビートルズ バラード・ベスト20』、『リヴァプールより愛を込めて ザ・ビートルズ・ボックス』などのコンピレーション・アルバムにも収録された。
イギリスやアメリカではシングル・カットされなかったが、アメリカにおいては『ラバー・ソウル』に収録された楽曲の中で最もラジオで流れた人気のある楽曲だった。ヨーロッパの一部の国やニュージーランドではシングル・カットされ、イタリア（8週連続）、オランダ（7週連続）、スウェーデン（5週連続）、デンマーク（4週連続）、香港、アイルランド、ニュージーランド、シンガポールのシングルチャートで第1位を獲得した。1966年5年にはアルゼンチンやノルウェーなどの国のチャートでも第1位を獲得した。また、イギリスやアメリカ、日本、フランスではそれぞれ4曲入りEPが発売され、フランスで発売されたEPが5週連続で第1位を獲得した。

## 評価
アラン・エヴァンズは、『ニュー・ミュージカル・エクスプレス』誌でのレビューで、本作を「思い出に残るトラック」「ブルージーなフレンチ・サウンド」と表現した。『レコード・ミラー』誌のレビュアーは本作の歌詞を称賛し、「一般的なアプローチの『イエスタデイ』と僅かに似ているが、少し異なっている」「もう1つの傑出したパフォーマンス」と評している。『KRLAビート』誌のエデンは、「美しいバラード」「ポールの幻想的な『イエスタデイ』のような曲ではないが、ポールにしか歌えないもう1つの優しいラブソング」と評している。
1964年以降、ビートルズのメンバーに作詞作曲の面で影響を与えたボブ・ディランは、マッカートニーが書くバラードを否定的に見ており、「アメリカ議会図書館に行けば、ティン・パン・アレーで書かれた『イエスタデイ』や『ミッシェル』よりも遥かに優れた曲がたくさん見つかる」と語っている。
本作は、1967年にアイヴァー・ノヴェロ賞で1966年の「最もパフォーマンスされた楽曲」部門、第9回グラミー賞で最優秀楽曲賞を受賞した。

## クレジット
※出典
- ポール・マッカートニー - リード・ボーカル、アコースティック・ギター、ベース
- ジョン・レノン - バッキング・ボーカル、クラシック・ギター
- ジョージ・ハリスン - バッキング・ボーカル、アコースティック・ギター、リードギター
- リンゴ・スター - ドラム

## マッカートニーによるライブでの演奏

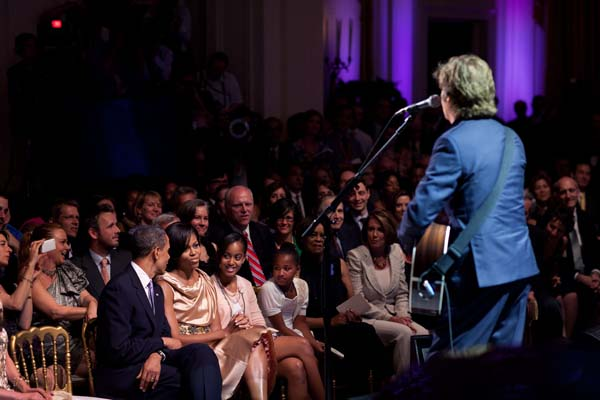
ミシェル・オバマの前で「ミッシェル」を演奏するマッカートニー

マッカートニーは、1993年に開催されたワールド・ツアーで「ミッシェル」を演奏した。なお、本作がライブで演奏されたのは、同ツアーが初である。同年に発売されたライブ・アルバム『ポール・イズ・ライブ』にライブ音源が収録された。
2009年8月1日にワシントンD.C.で開催されたライブで、マッカートニーはセットリストに本作に加えた。演奏時にマッカートニーは「大統領が家にいる誰かのために歌いたいであろう曲」と紹介している。
マッカートニーは、2010年6月2日にガーシュウィン賞を受賞し、ホワイトハウスで開催された式典で、名前が偶然にも本作のタイトルと同じバラク・オバマ大統領夫人ミシェル・オバマに捧げる楽曲として本作を演奏した。演奏終了後にマッカートニーは「大統領から殴られる最初の男になるかも」というジョークを言って、大統領含む観客の笑いを誘った。

## カバー・バージョン
「ミッシェル」は、『ラバー・ソウル』に収録された楽曲の中で、最も多くのアーティストにカバーされた楽曲で、発売から1年以内に数十組のアーティストによってカバーされた。
オーヴァーランダーズは、ビートルズがイギリスやアメリカでのシングル・カットを拒否した後、レコーディングを行って1966年1月にシングル盤として発売し、全英シングルチャートで第1位、オーストラリアのシングルチャートで最高位2位を記録した。この当時、レノンの疎遠になった父アルフレッド・レノンのシングルが発売されたことから、ブライアン・エプスタインからアルフレッドのシングルを引き下げるように依頼されていたため、オーヴァーランダーズはカバー・バージョンの成功によりビートルズから祝福を受けた。
デヴィッド&ジョナサンは、ジョージ・マーティンのプロデュースを受けてカバー・バージョンをレコーディングした。このカバー・バージョンは、カナダのシングルチャートで第1位、アメリカのBillboard Hot 100で最高位18位を記録し、全英シングルチャートでも上位20位以内にチャートインした。
アンディ・ウィリアムスは、1966年に発売したアルバム『いそしぎ』にカバー・バージョンを収録し、同年にはルイ・アンドリーセンがキャシー・バーベリアンのために編曲を手がけ、サラ・ヴォーンもカバー・バージョンを発表した。1973年にマット・モンローが弦楽四重奏によるインストゥルメンタルとしてカバーした。
マンゴーは、2002年に発売したアルバム『Disincanto』にアカペラによるカバー・バージョンを収録した。2010年にラブルバケットがEP『Triangular Daisies』でカバーした。また、ビータリカは2013年に発売した『Abbey Load』にメタリカの「フォー・フーム・ザ・ベル・トールズ」とマッシュアップした「For Whom Michelle Tolls」を収録した。
日本では、1966年に弘田三枝子がEP『ロック・アンド・ロール・ミュージック』で、1988年に鈴木康博がトリビュート・アルバム『抱きしめたい』でカバーした。

## チャート成績

### ビートルズ版
| チャート (1966年)                 | 最高位 |
| --------------------------------- | ------ |
| オーストリア (Ö3 Austria Top 40)  | 3      |
| ベルギー (Ultratop 50 Wallonia)   | 1      |
| ベルギー (Ultratop 50 Flanders)   | 1      |
| フランス (EP Charts)              | 1      |
| オランダ (Single Top 100)         | 1      |
| ニュージーランド (Listener)       | 1      |
| ノルウェー (VG-lista)             | 1      |
| スウェーデン (Kvällstoppen Chart) | 1      |
| 西ドイツ (Musikmarkt Hit-Parade)  | 6      |

### ビリー・ヴォーン版
| チャート (1965年 - 1966年)      | 最高位 |
| ------------------------------- | ------ |
| Canada Adult Contemporary (RPM) | 18     |
| US Billboard Hot 100            | 77     |
| US Easy Listening (Billboard)   | 17     |

### デヴィッド&ジョナサン版
| チャート (1966年)                  | 最高位 |
| ---------------------------------- | ------ |
| オーストラリア (Kent Music Report) | 42     |
| Canada Adult Contemporary (RPM)    | 1      |
| Canada Top Singles (RPM)           | 1      |
| UK Record Retailer Chart           | 11     |
| US Billboard Hot 100               | 18     |
| US Easy Listening (Billboard)      | 3      |

### オーヴァーランダーズ版
| チャート (1966年)                  | 最高位 |
| ---------------------------------- | ------ |
| オーストラリア (Kent Music Report) | 2      |
| ベルギー (Ultratop 50 Flanders)    | 8      |
| アイルランド (IRMA)                | 5      |
| オランダ (Single Top 100)          | 1      |
| ノルウェー (VG-lista)              | 1      |
| 南アフリカ (Springbok Radio)       | 1      |
| UK Record Retailer Chart           | 1      |

| チャート (1966年)                  | 順位 |
| ---------------------------------- | ---- |
| オーストラリア (Kent Music Report) | 22   |